# Índice KFC
O Índice KFC
 é um guia informal para medir a Paridade de Poder de Compra (PPP), comparando as taxas de câmbio em países africanos. Semelhante e inspirado no Big Mac Index, a principal diferença entre os dois índices é que o KFC Índice é focado exclusivamente na África, onde o Índice Big Mac de cobertura é limitado na África como há pouca presença do McDonald's na África, ao contrário da concorrente KFC que opera em cerca de 20 países de todo o continente.

## Visão geral
O Índice KFC foi criado pelo Sagaci de Pesquisa (Pan-Africana, principal pesquisa de mercado da empresa), como um modo informal de avaliar se moedas em países Africanos são "correctamente valorizados". Ele é baseado na teoria da Paridade do Poder de Compra (PPP), que afirma taxas de câmbio deve se mover em direção a uma taxa que seria equalizar os preços de idênticas de um cabaz de bens e serviços entre os dois países. Neste caso, os bens em causa são KFCs Original de 12 peças Balde e geograficamente específicas para países Africanos.
Por exemplo, o preço médio do KFCs Original 12 pc. Balde na América , em janeiro de 2016 foi de us $20.50; na Namíbia foi apenas us $13.40 às taxas de câmbio do mercado. Portanto, o índice indica o dólar Namibiano foi desvalorizada por 33% na época.

## Inspiração
O índice leva o nome de internacional da cadeia de fast food, a Kentucky Fried Chicken (KFC) e inspirado no que O Economistas "Índice Big Mac", que cobre os países com McDonald presença de cerca de 60 países). Na África, o Mcdonald's cadeia só está presente na África do Sul e Egito. KFC, por outro lado, possui operações em quase 20 países; o mais alto de qualquer cadeia de fast food e, portanto, mais aplicável benchmark para usar. O índice não foi concebido como um preciso indicador da moeda desalinhamento, apenas uma ferramenta para tornar a taxa de câmbio teoria mais digerível.

## Diferença entre o Índice Big Mac e o Índice KFC
Além do produto de referência (Big Mac Índice acompanha o preço de um Big Mac do Mcdonald's; KFC Índice de faixas de um Original de 12 pc. Balde do KFC), a maior diferença é o país de cobertura. O Big Mac Index cobre cerca de 60 países em todo o mundo e inclui apenas dois países da África (Egito e África do Sul). O KFC Índice cobre quase 20 países na África (além de outros quatro países: EUA, França, Espanha e reino UNIDO), conforme seu objetivo de acompanhamento de moedas em África.

## Limitações
Como no caso do Big Mac Index, o KFC Índice não foi criado para ser uma forma altamente exato e preciso ferramenta para medir o PPP e suas limitações incluir fatores tais como inflação, preferências alimentares, sócio-econômico classificações, os níveis de concorrência e os custos locais (por exemplo, publicidade, produção e impostos).
Moeda volatilidade devido à natureza das economias em desenvolvimento (neste caso, todos os países na África), há mais probabilidade de ser alta volatilidade de moedas, portanto, a realização desta análise de mais de um a três meses pode produzir grandes alterações e conclusões diferentes.
Mercado negro – como há um mercado próspero para Dólares americanos, em alguns países, pode produzir resultados conflitantes em comparação à taxa de câmbio oficial. Angola e Nigéria são exemplos desses tipos de mercados. O relatório produzido pelo Sagaci Pesquisa leva em conta o mercado negro das taxas de câmbio.

## Figuras
A fevereiro de 2016 publicação estados:
Mais sobrevalorizada moedas
 Angola 72%
 Marrocos 30%
Mais desvalorizada moedas
 África do Sul -48%
 Egito -34%
 Namíbia -32%